# Ourentã
Ourentã es una freguesia portuguesa del concelho de Cantanhede, con 17.88 km² de superficie y 1310 habitantes (2001). Su densidad de población es de 73.3 hab/km².